# Anica Neto
Anica Manuel João Neto surnommée Nequita (née le 27 décembre 1972 à Luanda) est une joueuse angolaise de handball féminin. Elle a fait partie de l'équipe d'Angola féminine de handball aux Jeux olympiques d'été de 1996 à Atlanta, ceux de 2000 à Sydney et de 2004 à Athènes, avant de prendre sa retraite en 2005.

## Palmarès

### En équipe nationale
Jeux olympiques
- 7e place aux Jeux olympiques 1996
- 9e place aux Jeux olympiques 2000
- 9e place aux Jeux olympiques 2004

Championnats du monde
- 16e place au Championnat du monde 2005 en Russie

Championnats d'Afrique 
- Médaille d'or au Championnat d'Afrique 2004